# Mandelinovo činidlo
Mandelinovo činidlo je látka, která se používá v analytické chemii k určení alkaloidů i dalších sloučenin. Je tvořeno směsí metavanadičnanu amonného a koncentrované kyseliny sírové. Jeho hlavní využití spočívá v detekci ketaminu a PMA. Je zvláštní tím, že má před použitím velmi jasně žlutou barvu, která se v něm vytváří po asi 48 hodinách mísení.